# Stirpe di uomini
Stirpe di uomini è un romanzo d'avventura scritto da Wilbur Smith.

## Trama
Zouga Ballantyne non riesce a resistere al richiamo dell'Africa e di quella concessione ricca d'oro che ha ottenuto dal re dei Matabele, Mzilikazi. Ma per arrivarci ha bisogno di soldi e l'avventura di questo uomo mai domo incomincia fra i diamanti di Kimberley e prosegue col figlio ribelle Ralph. Fra bianchi e neri, profezie della maga Umlino, sfortuna per la perdita della concessione di diamanti, guerre fra inglesi e Matabele e vendette degli indigeni, Wilbur Smith dà vita a tutto quello di cui tratta in questo libro straordinario.

## Edizioni
- Wilbur Smith, Stirpe di uomini, traduzione di Attilio Veraldi, n. 204, collana La Gaja Scienza, Longanesi, 1987,  p. 492, ISBN 88-304-0742-9.
- Wilbur Smith, Stirpe di uomini, traduzione di Attilio Veraldi, Teadue, TEA, 1995,  p. 594, ISBN 9788878197510.
- Wilbur Smith, Stirpe di uomini, traduzione di Attilio Veraldi, collana TEA, Longanesi, 1996,  p. 594, ISBN 88-7819-751-3.
- Wilbur Smith, Stirpe di uomini, traduzione di Roberta Zuppet, HarperCollins, 1996,  p. 768, ISBN 978-8869058172.